# Iglesia de Antioquía

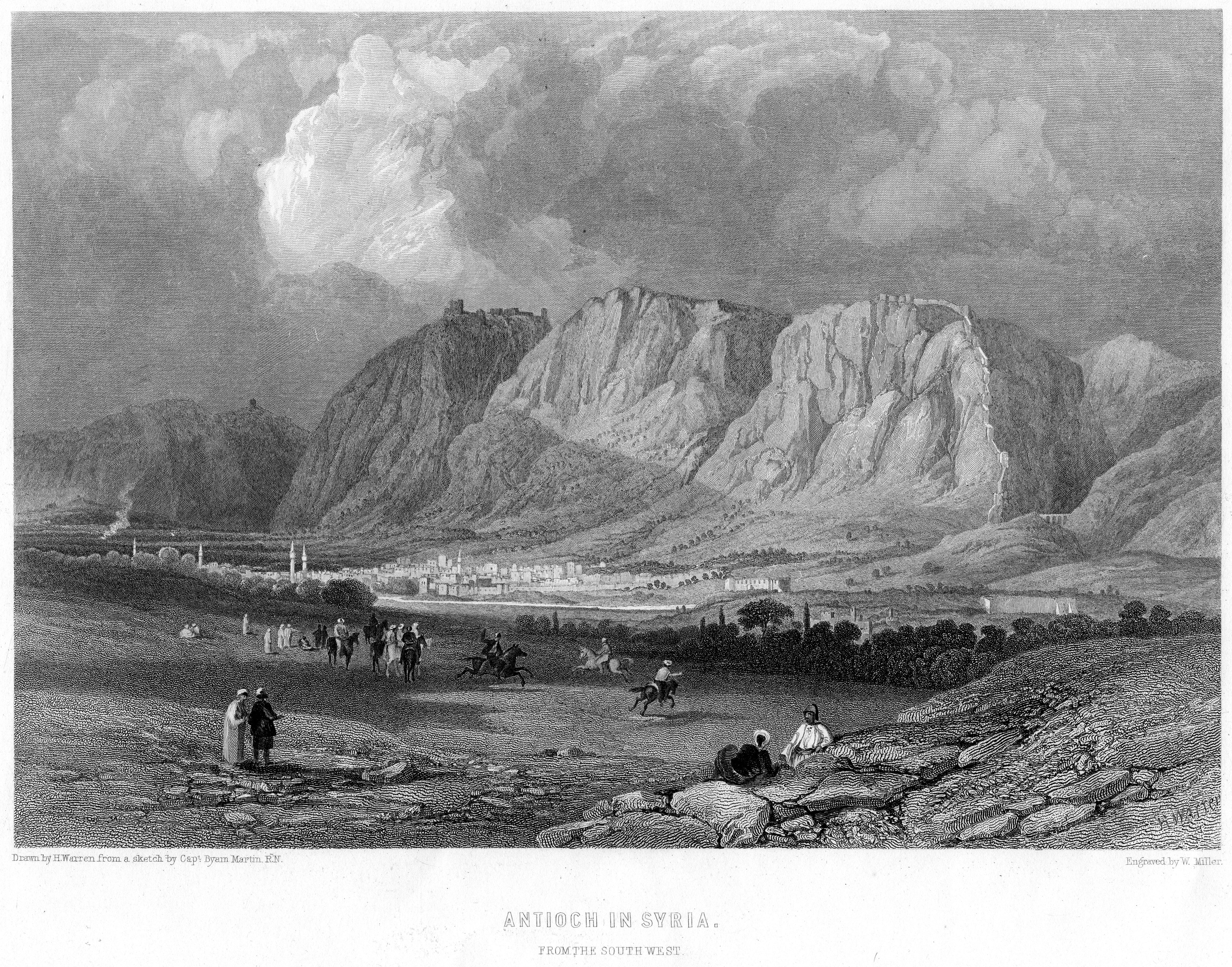
Antioquía de Siria. Grabado de William Miller.

La Iglesia de Antioquía (en griego: Αντιοχείας ἐκκλησία,  ekklēsía; en árabe: كنيسة أنطاكية‎; en turco: Antakya Kilisesi) fue la comunidad cristiana fundada, según la tradición, por los apóstoles Pedro, Pablo y Bernabé, la cual posteriormente constituyó el patriarcado de Antioquía, uno de los cuatro grandes patriarcados orientales del cristianismo comprendidos, junto a Roma, en la teoría de la Pentarquía (los otros fueron Constantinopla, Alejandría y Jerusalén).
El segundo obispo de Antioquía después de Pedro fue Evodio, y luego Ignacio, uno de los principales autores cristianos del siglo I. Otros obispos importantes durante el período de los primeros cristianos fueron Teófilo (fallecido en el 183), Serapión (191-211) y el mártir Babil de Antioquía (237-251).

## Historia
Antioquía era la tercera ciudad más grande del Imperio romano, además, fue la capital de la provincia romana de Siria desde el 64 a. C. y la capital de la diócesis civil de Oriente establecida en 297 por el emperador Diocleciano. Como cruce de rutas comerciales, la ciudad tenía también una gran importancia cultural, comercial y militar, siendo apodada «la hermosa corona de Oriente» y «la ciudad más maravillosa de Oriente».
La ciudad tenía una gran población de origen judío en un barrio llamado Kerateion, por lo que atrajo a los primeros misioneros. De acuerdo con el libro de los Hechos de los Apóstoles, la comunidad cristiana de Antioquía nació cuando, tras la muerte de Esteban, los creyentes se dispersaron, huyendo hacia Chipre, Fenicia y Antioquía, anunciando allí el evangelio a los judíos y luego también a los no judíos:

Después de la muerte de Esteban, comenzaron a perseguir a los creyentes, por lo que algunos tuvieron que huir a Fenicia, Chipre y Antioquía. Allí anunciaron a los judíos el mensaje del evangelio, pero no a los demás. Sin embargo, algunos creyentes de Chipre y de Cirene llegaron a la ciudad de Antioquía y hablaron también a los no judíos, anunciándoles la buena noticia acerca de Jesús, el Señor. El poder del Señor estaba con ellos, y así fueron muchos los que dejaron sus antiguas creencias y creyeron en el Señor.
Hechos de los Apóstoles, 11:19-21.

Los judíos chipriotas y cirenaicos que fueron a Antioquía, habían nacido en tierras de cultura helénica y tenían una visión del mundo más amplia que la de los judíos palestinos. Allí, "innovaron", predicando no solo a los judíos, sino también a los griegos. Hay dos posibilidades sobre esto: la primera sería que realmente predicaron a los griegos y muchos de ellos se convirtieron y se unieron a su iglesia; la segunda, que el proceso se dio a pasos más lentos, y que los primeros griegos que se convirtieron eran, en realidad, prosélitos que iban a la sinagoga.
Según los Hechos de los Apóstoles, tras la predicación inicial y las primeras conversiones, la Iglesia de Jerusalén envió a Bernabé, quien llamó también a Saulo de Tarso para enseñar a la comunidad.
Antioquía está íntimamente conectada con la historia inicial del cristianismo. La Iglesia de Antioquía fue el gran centro de donde eran enviados los misioneros para los gentiles; fue desde allí que Saulo (Pablo) inició sus tres viajes misionales, uno de los temas principales de los Hechos de los Apóstoles. Y fue también en esta ciudad donde los seguidores de Jesús de Nazaret pasaron a ser llamados "cristianos":

A los discípulos se los llamó cristianos por primera vez en Antioquía.
Hechos de los Apóstoles, 11:26.

La consideración de Simón Pedro como fundador de la Iglesia y su primer obispo se debe a la tradición de que este apóstol, después de salir de Jerusalén y antes de llegar a Roma, vivió un tiempo en Antioquía y estructuró definitivamente la comunidad local. La presencia de Pedro en Antioquía está atestiguada por el propio Pablo en su Epístola a los gálatas, donde cuenta que, efectivamente, Pedro se trasladó a vivir a aquella comunidad, donde tuvo una disputa con él, en el denominado incidente de Antioquía.

## División de la Iglesia
Actualmente varias Iglesias alegan ser las herederas de la Iglesia de Antioquía original. Ellas son:
- Iglesia ortodoxa siriana
- Iglesia ortodoxa de Antioquía
- Iglesia católica siria
- Iglesia católica maronita
- Iglesia greco-católica melquita

Las Iglesias católicas greco-melquita, siria y maronita están en plena comunión con la Santa Sede de Roma y, por lo tanto, reconocen mutuamente las alegaciones de las otras; la Iglesia ortodoxa de Antioquía es parte de la Iglesia ortodoxa, y la Iglesia ortodoxa siriana está en comunión con otras de las Iglesias ortodoxas orientales. La sede del patriarcado, aunque originalmente en Antioquía —la actual ciudad turca de Antakia—, fue movido para Siria en el siglo XIV, en respuesta a la invasión otomana.
La Iglesia latina también alegó la sucesión al patriarcado después de la conquista de la ciudad en la primera cruzada (en el cerco de Antioquía) y pasó a contar patriarcas titulares de rito latino de Antioquía durante muchos siglos, pero renunció a la alegación en 1964 (Concilio Vaticano II), con la extinción del patriarcado latino de Antioquía.